# Senvion
Die Senvion S.A. mit Sitz in Luxemburg (bis 2014 REpower Systems) war ein börsennotierter Windenergiekonzern. Das Unternehmen entwickelte, produzierte und vertrieb Windkraftanlagen mit Nennleistungen von 2,0 bis 6,33 Megawatt und Rotordurchmessern von 82 bis 152 Metern. Hergestellt wurden Onshore- und Offshore-Anlagen.
Am 9. April 2019 beantragte die deutsche Tochtergesellschaft Senvion GmbH, die die wesentlichen Aktiva hält, ein Insolvenzverfahren in Eigenverwaltung. Nachdem der Verkauf des Unternehmens als Ganzes scheiterte, hat Siemens Gamesa im Laufe des Jahres 2020 die Sparte europäisches Onshore-Servicegeschäft und die Rotorblattfabrik Ria Blades in Portugal übernommen.

## Geschichte
Die REpower Systems entstand im Jahr 2001 unter der Führung von dem damaligen Vorstandsvorsitzenden Fritz Vahrenholt aus der Fusion der Unternehmen Jacobs Energie, Brandenburgische Wind- und Umwelttechnologien GmbH (BWU), pro + pro Energiesysteme GmbH & Co. KG (Rendsburg) sowie Denker & Wulf. Unter Vahrenholt, der ab 2008 in den Aufsichtsrat von Repower rückte, wurde das Unternehmen zum „drittgrößten deutschen Hersteller von Windkraftanlagen der Multi-Megawattklasse im Onshore- und Offshorebereich“ nach Enercon und Vestas Wind Systems – mit weltweiten Tochter- und Beteiligungsunternehmen, darunter in Frankreich, Großbritannien, Portugal, China, Australien und den USA.

### Die Anfänge als Jacobs Energie
Die Jacobs Energie GmbH war 1991 in Heide (Holstein) gegründet worden. 1994 stellte das Unternehmen seine erste Windkraftanlage fertig. 1995 wurde die Projektierungs- und Betreibergesellschaft Regenerative Energien Denker & Dr. Wulf KG (REKG) in Sehestedt gegründet. Jacobs Energie und die 1996 gegründete BWU entwickelten zusammen eine 600-kW-Anlage (Typ 43/600). Ein weiteres Vorgängerunternehmen war die Husumer Schiffswerft, die seit Ende der 1980er Jahre Windenergieanlagen produzierte. Die Windenergiesparte der Husumer Schiffswerft wurde nach deren Insolvenz 1999 von der Jacobs Energie GmbH übernommen. Die Windkraftanlage HSW 1000 wurde von Repower (als Repower 57/1000) weiter produziert.
Im März 2002 ging Repower an die Börse. 2004 trennte sich Denker & Wulf von Repower.

### Übernahme 2007
Am 22. Januar 2007 veröffentlichte der damals größte Aktionär von REpower, der französische Atomenergiekonzern Areva, ein Übernahmeangebot, um in den Besitz von mindestens 50 Prozent der REpower-Aktien zu kommen. Am 9. Februar 2007 machte der indische Windenergiekonzern Suzlon Energy mit Unterstützung der portugiesischen Martifer Group ein Gegenangebot. Eine monatelange Übernahmeschlacht zwischen den beiden Bietern folgte:
| Datum         | Bieter | Preis pro Aktie | Marktkapitalisierung | Quelle |
| ------------- | ------ | --------------- | -------------------- | ------ |
| 22. Jan. 2007 | Areva  | 105 Euro        | 850 Mio. Euro        | [ 19 ] |
| 9. Feb. 2007  | Suzlon | 126 Euro        | 1.021 Mio. Euro      | [ 20 ] |
| 15. März 2007 | Areva  | 140 Euro        | 1.137 Mio. Euro      | [ 21 ] |
| 10. Apr. 2007 | Suzlon | 150 Euro        | 1.220 Mio. Euro      | [ 22 ] |

Areva beendete am 24. Mai 2007 den Bieterkampf und teilte mit, kein weiteres Angebot mehr zu machen. Man wolle REpower weiter unterstützen und seinen Anteil zunächst behalten. Zuvor hatte Suzlon angeboten, Areva zu seinem bevorzugten Anbieter im Bereich Stromverteilung und -übertragung zu machen.
Suzlon übernahm REpower für 1,3 Milliarden Euro und hatte zu diesem Zeitpunkt 95,16 % der Aktien. Die restlichen 4,84 % waren in Streubesitz.
Die vor dem Bieterkampf bekannt gewordenen Pläne, unter anderem eine Produktionsstätte in Osterrönfeld zu errichten, wurden durch den Bieterkampf zunächst verzögert. Zeitweise wurde erwogen, auch den Hauptsitz nach Osterrönfeld zu verlegen. Inzwischen wurde in Osterrönfeld anstatt der neuen Produktionsstätte die Entwicklung (TechCenter) angesiedelt.
Die 7777. Windkraftanlage des Unternehmens, eine 3.2M122, wurde im November 2017 in Mark Landin errichtet.

### Insolvenzverfahren 2019
Am 9. April 2019 beantragte das Unternehmen, das bei 1,45 Milliarden Euro Umsatz ca. 40 Millionen Euro operativen Gewinn erwirtschafte und rund 4000 Mitarbeiter beschäftigte, ein Insolvenzverfahren in Eigenverwaltung. Im Rahmen des Insolvenzverfahrens konnte Senvion keinen Verkauf ihres Geschäfts als Ganzes erzielen. Im Oktober 2019 bestand eine vertragliche Einigung über den Verkauf einiger Geschäftsteile an Siemens Gamesa für insgesamt 200 Mio. Euro:
- europäisches Service-Geschäft für Onshore-Windenergieanlagen mit einem Volumen von 8900 Megawatt
- gesamtes geistiges Eigentum
- Onshore-Rotorblatt-Produktion Ria Blades S.A. in Vagos (Portugal)

Dadurch würden ca. 2000 Arbeitsplätze erhalten bleiben, davon 500 in Deutschland.
Im Januar 2020 gab Siemens Gamesa bekannt, dass es die Sparte europäisches Onshore-Servicegeschäft und das geistige Eigentum erworben hat. Im Mai 2020 wurde mit dem Erwerb der portugiesischen Rotorblattfabrik Ria Blades die Akquisition von Teilen der Vermögenswerte Senvions abgeschlossen. Der Kaufpreis dieser drei ausgesuchten Firmenvermögen wird von Siemens Gamesa mit 200 Millionen Euro angegeben.

## Eigentumsverhältnisse
2009 schied die REpower-Aktie wegen Unterschreitens des erforderlichen Streubesitzanteils aus dem TecDAX und dem ÖkoDAX aus. Zum Geschäftsjahr 2011/2012 hielt Suzlon 95,16 % der Stimmrechte an Repower. Die Minderheitsaktionäre wurden im Oktober 2011 zwangsabgefunden (Squeeze-Out), und der Handel der Aktien an der Börse wurde eingestellt.
Im Jahr 2014 änderte REpower Systems den Namen in Senvion, da die Lizenz zur Nutzung des bisherigen Namens auslief. Lizenzgeber war die frühere Rätia Energie AG, die sich mittlerweile selbst in Repower AG umbenannt hat.
Für Suzlon erwies sich die Übernahme von Repower als verlustreich. Im Januar 2015 wurde der Verkauf an den US-Fonds Centerbridge bekannt. Die erfolgreiche Übernahme wurde Ende April 2015 bekanntgegeben. Im Juni 2015 veräußerte Centerbridge einen Anteil an die indische Beteiligungsgesellschaft Arpwood Capital.
Am 23. März 2016 ging Senvion erneut an die Börse. Die Senvion-Aktie wurde bis 2021 an der Frankfurter Börse gehandelt.

## Struktur

### Senvion in Deutschland
In Deutschland war Senvion an mehreren Standorten aktiv. Die Hauptverwaltung befand sich am Unternehmenssitz der Gesellschaft in Hamburg. Die Entwicklungszentren befanden sich in Osnabrück und dem schleswig-holsteinischen Osterrönfeld. Produktions- und Servicestandort war Bremerhaven, weitere Produktionsstandorte waren der ehemalige Produktionsort der Husumer Schiffswerft in Husum sowie Trampe (Breydin).
Am 11. Dezember 2007 feierte REpower die Errichtung einer neuen Fabrik für Offshore-Windkraftanlagen am Bremerhavener Lunehafen. Zu den besonderen Leistungen gehörte eine Sohle, die den Hallenboden für schwere Lasten tragfähig macht, damit dieser dem Gewicht der Maschinenhäuser standhält. In der neuen Fabrik wurden Rotorblätter und Senvion 5M- bzw. 6M-Turbinen in Serie produziert. Bremerhaven war das Offshore-Fertigungs- und Logistikzentrum von Senvion. Am 8. Oktober 2007 wurde im nordöstlich von Berlin gelegenen Standort Trampe eine neue Produktionshalle eingeweiht. Die beiden bestehenden jeweils 55 Meter langen Hallen des Unternehmens wurden mittels Anbau um je 35 Meter verlängert. Bis dahin hatte die Produktion in Trampe eine Kapazität von rund 150 Windkraftanlagen pro Jahr; in den erweiterten Hallen konnten wöchentlich bis zu sechs Windkraftanlagen der 2-MW-Klasse gefertigt werden, womit sich die jährliche Produktionskapazität ungefähr verdoppelte.
Am 17. Juli 2007 hatte REpower zusammen mit dem Rotorblatt-Hersteller Abeking & Rasmussen Rotec (A&R) ein Joint Venture für die Produktion eigener Offshore-Rotorblätter für Windkraftanlagen gegründet. Das Gemeinschaftsunternehmen wurde im Mai durch den REpower-Aufsichtsrat genehmigt und produzierte die von REpower entwickelten Rotorblätter. Senvion ist an dem Unternehmen PowerBlades GmbH zu 51 Prozent und SGL Rotec zu 49 Prozent beteiligt. In Bremerhaven entstand für die Produktion der Rotorblätter eine eigene Fabrik in unmittelbarer Nähe zu einer Produktionshalle für die Offshore-Anlagen Senvion 5M und Senvion 6M. Mit der Blattfertigung wurde im Jahr 2008 begonnen.
Im März 2008 wurde am Nordhafen in Bremerhaven eine Repower 5M auf einem neuen hochseetauglichen Fundament (Jacket-Gründung) der WeserWind GmbH (einem Tochterunternehmen der Georgsmarienhütte Unternehmensgruppe) errichtet.
Am 12. Juli 2007 schlossen REpower, die Gemeinde Osterrönfeld und die Wirtschaftsförderungsgesellschaft des Kreises Rendsburg-Eckernförde (WFG) einen Vertrag, der die Ansiedlungsabsicht des Unternehmens in der Gemeinde am Nord-Ostsee-Kanal bekräftigte. Die Gemeinde und die WFG verpflichteten sich, REpower innerhalb eines Jahres die für den Bau von Produktionsanlagen und eines Verwaltungsgebäudes erforderlichen Flächen zur Verfügung zu stellen und gegenüber dem jetzigen Kreishafen Rendsburg ein Schwerlastterminal im Hafen zu bauen, der für den Transport der Offshore-Windenergieanlagen-Komponenten geeignet ist. REpower sicherte zu, den Bau eines Verwaltungs- und eines Produktionsgebäudes zu beantragen und zu bauen, wenn die planungsrechtlichen Voraussetzungen vorliegen. Das Terminal wurde Rendsburg Port genannt und 2012 eröffnet.
2007 wurde das TechCenter in Osterrönfeld eingeweiht.
Ende August 2017 wurden die deutschen Produktionsstandorte in Husum und Trampe geschlossen.
Ende Januar 2018 wurde das letzte Rotorblatt von PowerBlades in Bremerhaven fertiggestellt. Die Rotorblatt-Produktion an diesem Standort wurde aufgegeben und die Halle sollte von Senvion anderweitig genutzt werden.
Am 9. April 2019 beantragte die Senvion Deutschland GmbH ein Insolvenzverfahren in Eigenverwaltung. Eine Woche darauf konnte eine Kreditlinie über 100 Mio. Euro gesichert werden; diese ermöglichte eine vorläufige Fortführung der Geschäftstätigkeit mit dem Ziel, Käufer für das gesamte Unternehmen oder Unternehmensteile zu finden.
Im September 2019 wurde die Zahl der noch Beschäftigten mit 1400 bis 1500 angegeben. Bis Jahresende 2019 sollte die Turbinenfertigung in Bremerhaven mit 200 Beschäftigten aufgegeben werden.

### Senvion International
Der Konzern war weltweit mit diversen Tochtergesellschaften, Joint Ventures und lizenzierten Partnerunternehmen in Australien, Belgien, Kanada, China, Chile, Großbritannien, Frankreich, Indien, Italien, Irland, Japan, Niederlande, Portugal, Polen, Rumänien, Schweden, Türkei, und den USA vertreten.
Eine weitere Produktionsstätte für Rotorblätter befindet sich mit RiaBlades im portugiesischen Vagos, wo die Blätter RE45, RE51, RE55, RE61 sowie die Prototypblätter des Typs RE68.5 gefertigt werden. Ferner werden bei der Senvion-Tochtergesellschaft Ventipower in Oliviera de Frades, Portugal, Maschinenhäuser und Naben für Anlagen der 2-Megawatt-Klasse gefertigt.
Im Juli 2015 eröffnete Senvion in Indien ein zusätzliches F&E-Zentrum.
Ende 2020 hat die in Liquidation befindliche Senvion GmbH den Geschäftsbetrieb der indischen Tochtergesellschaft Senvion India an den in Dubai ansässigen Investmentfonds Global Renewable Energy Development Holding Company Limited verkauft.

## Organisation

### Vorstand
- Yves Rannou (CEO)
- Hans-Jürgen Wiecha (CFO)
- David Hardy (CSO / Executive Director)

### Aufsichtsrat
Der Aufsichtsrat bestand aus Eugene Davis (Vorsitzender), Steven D. Scheiwe und Timothy Bernlohr (Stand Mitte 2019).

## Windenergieanlagen an Land (onshore)
Quelle: Senvion

### MM-Baureihe

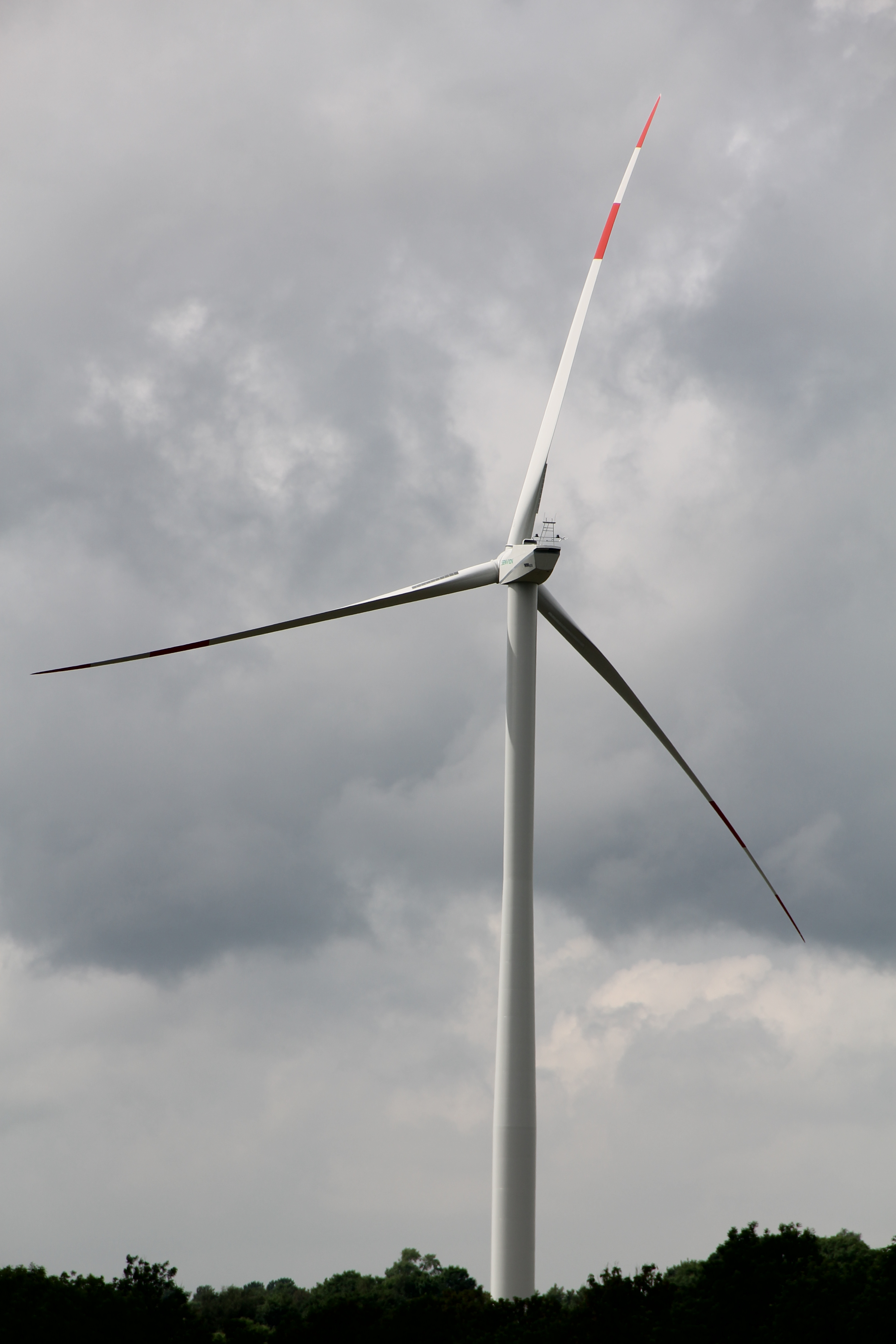
MM100 in Helmern an der A44

In der MM-Baureihe wurden mehr als 5000 Anlagen produziert. Sie war geeignet für IEC-Windklassen IA / S, IIA / S und IIB / S bei einer Nennleistung von 2000 bzw. 2050 kW und auch bei extremen Klimabedingungen einsetzbar. So gab es Varianten für heiße Klimagegenden, wie auch für kalte Zonen. Die Rotordurchmesser betrugen 82, 92 oder 100 m.

### 2.XM-Baureihe
Nach dem 2016 erfolgten Unternehmenskauf von Bestandteilen des indischen Herstellers Kenersys, erweitert die 2.XM-Baureihe das Angebot an Zwei-Megawatt-Anlagen für den indischen Markt.

### 3.XM-Baureihe
Die 3.XM-Baureihe umfasste Windenergieanlagen, die für den Onshore-Markt ausgelegt sind. Das modulare System mit verschiedenen Generatorleistungen ab 3,0 bis 3,7 Megawatt, Rotorgrößen von 104 bis 144 Meter und unterschiedlichen Nabenhöhen bis 160 Meter ermöglichte die Erschließung verschiedener Standorte.

#### 3.4M104
Zwei Prototypen der 3.4M104 wurden Ende 2008 und Anfang 2009 in einem Windpark bei Husum errichtet. Bei der Entwicklung der 3.XM-Baureihe hat Senvion auf die Erfahrungen aus der Konzeption der MM-Baureihe sowie der Offshore-Anlage 5M126 zurückgegriffen und die Vorteile der jeweiligen Anlagentypen vereint. Die Rotorblätter bestehen aus glasfaserverstärktem Kunststoff.

#### 3.4M122
Die ersten Anlagen der 3.4M122 in Deutschland wurden im Februar 2017 in Heidenau (Nordheide) in Betrieb genommen.

#### 3.6M114

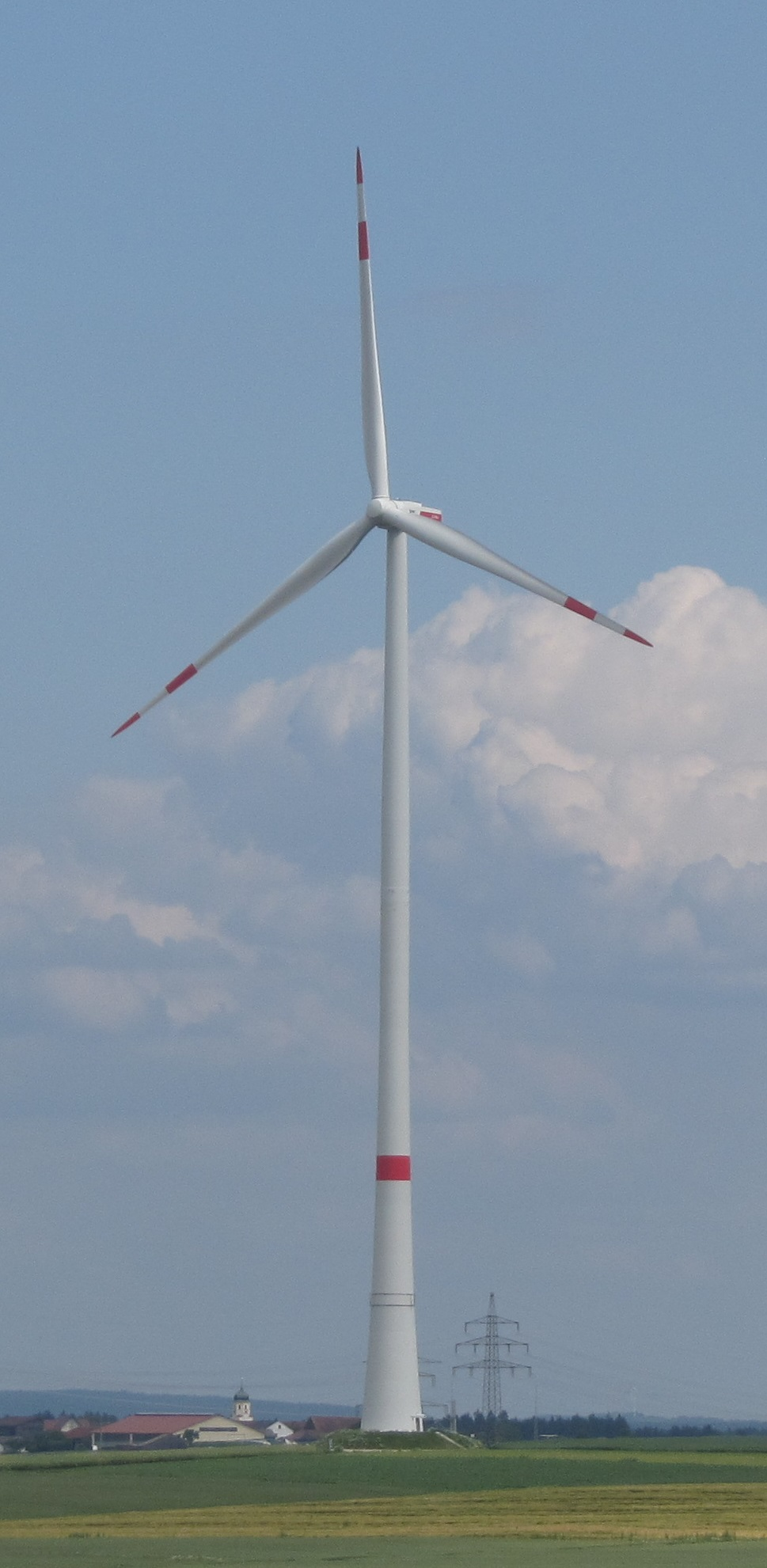
3.2M114 im Windpark Berching

Die ersten Anlagen der 3.6M114 in Deutschland wurden im September 2018 in Winnert in Betrieb genommen.

#### 3.6M118
Es folgte die Weiterentwicklung zur Anlage 3.6M118.

#### 3.6M140
Die 3.4M140 stellte Senvion im September 2015 auf der HUSUM WindEnergy vor. Die Anlage, die zunächst mit zwei Nabenhöhen von 110 und 130 m produziert wurde, verfügte über eine Leistung von 3,4 MW sowie einen Rotordurchmesser von 140 m und war als Schwachwindanlage für Standorte mit niedrigen Windgeschwindigkeiten (IEC IIIA) konzipiert. Sie war zugleich Ausgangsbasis einer neuen Produktplattform. Als Generator kam ein Asynchrongenerator ohne Schleifringe zum Einsatz, der mit einem Vollumrichter gekoppelt war. Die einteiligen Rotorblätter mit einer Länge von 68,5 m waren vollständig aus glasfaserverstärktem Kunststoff gefertigt und vorgebogen, um der Verbiegung unter Last entgegenzuwirken; auf den Einsatz von CfK wurde verzichtet. Um den Schallpegel niedrig zu halten, war das Blattprofil auf eine schallarme Luftführung optimiert und die Blattspitzengeschwindigkeit auf 70 m/s begrenzt. Zudem war die Anlage mit einer neuen Pitch-Regelung ausgestattet, die Maximallasten reduzieren sollte. Im Gegensatz zu früheren Modellen war die Anlage für eine verlängerte Betriebsdauer von 25 statt 20 Jahren ausgelegt. Ein Prototyp der 3.4M140 wurde im Juni 2017 in Heckelberg-Brunow aufgestellt. Ein Prototyp der 3.6M140 mit gesteigerter Leistung wurde im August 2017 im Testfeld Südermarsch errichtet.

#### 3.7M144
Ein Prototyp wurde 2018 im schleswig-holsteinischen Oxlund errichtet.

### 4.XM-Baureihe
Die 4-XM-Baureihe umfasste Windenergieanlagen für Standorte mit niedrigen und mittleren Windgeschwindigkeiten. Die Nennleistung lag bei 4200 kW bei einem Rotordurchmesser von 118, 140 oder 148 m.

#### 4.2M118
Die erste Anlage der 4.2M118 wurde 2018 im Windpark Bosbüll-Klixbüll in Schleswig-Holstein errichtet.

#### 4.2M140
Ein Prototyp der 4.2M140 EBC mit 130 m Nabenhöhe wurde im Auftrag von Prokon im Dezember 2018 in Blumberg in Betrieb genommen.

#### 4.2M148
Die 4.2M148 war das größte Modell aus der Serie mit 148 m Rotordurchmesser.

## Windenergieanlagen auf See (offshore)
Die Offshore-Baureihe wurde 2004 mit der Einführung der 5M126 aufgelegt und später um zwei weitere Anlagentypen mit je 6,15 MW Nennleistung und Rotordurchmessern von 126 bzw. 152 m ergänzt. Mit Stand Juni 2016 waren gut 200 Anlagen der drei Baureihen errichtet.
| Anlagentyp                      | 5M126    | 6.2M126  | 6.3M152     |
| ------------------------------- | -------- | -------- | ----------- |
| Nennleistung (kW)               | 5.075    | 6.150    | 6.150–6.330 |
| Rotordurchmesser (m)            | 126      | 126      | 152         |
| überstrichene Fläche (m²)       | 12.469   | 12.469   | 18.146      |
| Umdrehungen pro Minute          | 6,9–12,1 | 7,7–12,1 | 6,4–10,1    |
| Max. Schallleistungspegel dB(A) | 109      | 109      | 109         |

### 5M126
Der Prototyp der 5M126 wurde im Jahr 2004 in Brunsbüttel installiert und speiste Mitte November 2004 erstmals Strom in das öffentliche Netz ein. Die Anlage hat eine Nennleistung von 5 MW und eine Rotorblattlänge von 63 m bei einem Rotordurchmesser von 126 m. Zum Zeitpunkt der Inbetriebnahme war die 5M126 die größte und leistungsstärkste Windenergieanlage der Welt. Die Blätter wurden von LM Glasfiber gefertigt, bestehen aus glasfaserverstärktem Kunststoff und enthalten kohlenstofffaserverstärkte Elemente. Die Anlage ist für Offshore-Windparks konzipiert und soll etwa 17 Millionen kWh pro Jahr erzeugen. Die Turmhöhe beträgt 120 m, die Gesamthöhe damit 183 Meter.
Technische Daten der Senvion 5M126 (Stand: Dezember 2009):
- Rotorblattlänge 61,5 m
- Einschaltgeschwindigkeit 3,5 m/s
- Nennwindgeschwindigkeit 13,0 m/s
- Abschalt-Windgeschwindigkeit 25 m/s (onshore) bzw. 30 m/s (offshore)
- Gondelmaße 6 m /6 m /18 m (H/B/L)
- Turmmasse 750 t
- Gondelmasse 290 t (ohne Rotor)
- Rotormasse 120 t (wurde in einem Stück montiert)
- Doppelt gespeister Asynchrongenerator
- kombiniertes Planeten-Stirnrad-Getriebe mit einer Übersetzung von 97:1 und 63 t Gewicht

### 6.2M126
Die Senvion 6.2M126 (ursprüngliche Bezeichnung: REpower 6M) basiert auf der Technologie der 5M-Baureihe, hat eine Nennleistung von sechs Megawatt und einen Rotordurchmesser wie die 5M126 von 126 m. Die ersten drei Windenergieanlagen dieses Offshore-Typs mit einer Nabenhöhe von 100 m wurden im März 2009 im Bürgerwindpark Westre an der deutsch-dänischen Grenze errichtet. Die Rotorblätter mit einer Länge von je 61,5 m kamen per Schwertransport direkt aus Dänemark. Die zukünftige Serienfertigung erfolgt in einer neuen Montagehalle des Windkraftunternehmens in Bremerhaven, die für die Produktion und direkte Verschiffung von mehr als 80 Maschinenhäusern und Naben pro Jahr ausgelegt ist.
Technische Daten der Senvion 6M126:
- Nennfrequenz: 50 Hz
- Einschaltgeschwindigkeit 3,5 m/s
- Nennwindgeschwindigkeit 14,5 m/s (onshore) bzw. 14 m/s (offshore)
- Abschalt-Windgeschwindigkeit 25 m/s (onshore) bzw. 30 m/s (offshore)
- Rotorblattlänge: 61,5 m

### 6.3M152
Die Senvion 6.2M152 (damals noch REpower 6.2M152) wurde im November 2013 der Öffentlichkeit vorgestellt. Bei der Anlage handelt es sich um eine Weiterentwicklung der bestehenden 6.2M126, die bei einer unveränderten Nennleistung von 6,15 MW mit einem größeren Rotordurchmesser von nunmehr 152 Metern ausgestattet ist. Zudem wurde der Triebstrang überarbeitet. Gegenüber dem Vorgängermodell soll damit der Energieertrag um 20 % gesteigert werden (bei einer Jahresdurchschnittsgeschwindigkeit von 9,5 m/s). Der Prototyp wurde im Dezember 2014 an einem Landstandort in Langen-Neuenwalde, 20 Kilometer nördlich von Bremerhaven, errichtet. Die Auslegungslebensdauer wurde gegenüber dem Vorgängermodell um 5 Jahre erhöht und beträgt nun 25 Jahre. In Serie wurde die Windkraftanlage als 6.3M152 mit 6330 kW Nennleistung vertrieben.

## Frühere Anlagentypen
In einem Referenzbericht befinden sich noch weitere Windkraftanlagen aus den Vorzeiten des Konzerns:
- aeroman 12 und 14,8: Diese Anlagen der Firma MAN wurden 1991 durch Jacobs Energie übernommen.
- Adler 25: Diese Anlage der Firma Köster Maschinenfabrik (Heide) wurde auch in die Wartung aufgenommen.
- HSW 30: Husumer Schiffswerft
- HSW 250: Husumer Schiffswerft
- J37 und J41/500: Jacobs Energie
- J43/600: Jacobs Energie
- 48/750: BWU750
- BWU 57/1000 und HSW1000

| Anlagentyp  | Nennleistung (kW) | Rotordurchmesser (m) | überstrichene Fläche (m²) | Nabenhöhe (m)   |
| ----------- | ----------------- | -------------------- | ------------------------- | --------------- |
| 48/600      | 600               | 48,4                 | 1.840                     | 50 / 65 / 75    |
| MD 70       | 1.500             | 70                   | 3.850                     | 65 / 85 / 90    |
| MD 77       | 1.500             | 77                   | 4.657                     | 61,5 / 85 / 100 |
| MM 70       | 2.000             | 70                   | 3.850                     | 55 / 65 / 80    |
| 3.0M122     | 3.000             | 122                  | 11.690                    | 89–139          |
| 3.2M114 NES | 3.200             | 114                  | 10.207                    | 93 / 123 / 143  |
| 3.4M140     | 3.400             | 140                  | 15.394                    | 110 / 130       |

Die Anfangsjahre von REpower waren stark mit der 1500-kW-Windkraftanlage der MD-Baureihe verbunden. Entwickelt von „pro + pro Energiesysteme“ wurde diese Anlage schon zu Firmenbeginn an andere Hersteller beispielsweise Fuhrländer, Südwind und Goldwind als Lizenz vergeben.
2004 vergab REpower noch eine Lizenz an Dongfang Electric.

## Bedeutende (Offshore-)Windparks

### Beatrice Demonstrator Project
Zwei 5M126-Anlagen sind 2007 im Offshore-Windpark Beatrice in der Nähe des Beatrice-Ölfelds, 25 Kilometer vor der schottischen Ostküste im Moray Firth, in einer Wassertiefe von über 40 Metern installiert worden. Die Nabenhöhe beträgt dort 89 m, als Gründungsstruktur kam die sogenannte „Jacket-Gründung“ zum Einsatz. Das Demonstrationsvorhaben war Teil des von der EU geförderten „DOWNVInD“-Projekts (Distant Offshore Windfarms with No Visual Impact in Deepwater), mit einem Gesamtvolumen von 30 Millionen Euro Europas größtes Forschungs- und Entwicklungsprogramm im Bereich Erneuerbare Energien, wobei die EU 6 Millionen Euro zuschoss. Das Projekt sollte untersuchen, ob 20%ige Errichtungskostenreduzierungen möglich wären, bzw. eine wirtschaftliche Umsetzung und Betrieb weit außerhalb der Küste erzielbar sind. Talisman Energy (UK) und Scottish & Southern Energy (SSE) waren die Koordinatoren des Projekts, an dem eine Vielzahl von Forschungs- und Entwicklungsorganisationen aus ganz Europa beteiligt waren. Senvion war exklusiver Anlagenlieferant.
Zwei weitere Anlagen wurden Ende 2006 auf dem Offshore-Windenergieanlagen-Testgelände Cuxhaven aufgebaut.

### Thornton Bank
Im Offshore-Windpark Thorntonbank, in 28 Kilometer Entfernung zur belgischen Küste, wurde im September 2008 die Errichtung von sechs 5M126 Windenergieanlagen abgeschlossen. Die Anlagen wurden in 12–27 m tiefem Wasser der Nordsee aufgestellt. In den Ausbauphasen 2 und 3 wurden insgesamt 48 Anlagen des Typs 6.2M126 dem Windpark zugebaut. Insgesamt beträgt die installierte Leistung im Endausbau 325 MW.

### alpha ventus
Der erste Windpark in deutschen Gewässern, Offshore-Windpark alpha ventus genannt, befindet sich rund 45 Kilometer nördlich der Insel Borkum bei einer Wassertiefe von 30 m. Von den insgesamt zwölf Windenergieanlagen lieferte REpower sechs 5M126.
Der Standort bietet gute Bedingungen für einen Offshore-Windpark, da die Windgeschwindigkeit hier im Jahresschnitt 36 km/h beträgt (Windstärke 5). Insgesamt rechnen Experten mit 3.800 Volllaststunden pro Jahr.

### Ormonde
Beim Offshore-Windpark Ormonde handelt es sich um einen Windpark des Energieversorgungsunternehmens Vattenfall in der Irischen See. Die Installation des Parks fand 10 km vor der Küste von Barrow-in-Furness statt. Mit ersten Arbeiten wurde im Jahr 2009 begonnen. Seit August 2011 speisen die Windkraftanlagen Strom ins Netz ein, endgültige Fertigstellung des Parks erfolgte im Februar 2012. Der Park besteht aus insgesamt 30 5M126. Somit beträgt die Gesamtleistung des Parks 150 MW bei einer angenommenen Stromproduktion von 500 Gigawattstunden pro Jahr. Die Gesamtgröße des Parks beträgt 8,7 km².

### Nordsee Ost
Der Offshore-Windpark Nordsee Ost wird durch die Innogy betrieben. Der Projektstandort befindet sich 35 km nördlich von Helgoland und 40 km westlich von Amrum. Bis Dezember 2014 wurden 48 Senvion 6.2M126 errichtet. Die Wassertiefe beträgt zwischen 22 und 26 m. Die Baugenehmigung wurde im Juni 2004 erteilt, der Baubeginn erfolgte im Jahr 2012. Die Einspeisung der ersten Windkraftanlage ins deutsche Hoch- bzw. Höchstspannungsnetz begann im Dezember 2014, die vollständige Inbetriebnahme erfolgte 2015.

### Nordsee One
Der Offshore-Windpark Nordsee One befindet sich in der deutschen ausschließlichen Wirtschaftszone der Nordsee, er wurde 2017 in Betrieb genommen. Erwartet wurde ein jährliches Regelarbeitsvermögen von ca. 1200 GWh bzw. gut 3600 Volllaststunden. Zum Einsatz kommen 54 Windenergieanlagen des Typs 6.2M126, die bei einem Rotordurchmesser von 126 m über eine Nennleistung von jeweils 6,15 MW verfügen. Die Turmhöhe der Anlagen beträgt etwa 70 Meter. Die Gesamtleistung des Windparks beträgt 332,1 MW. Errichtet wurden sie auf Monopile-Fundamenten. Die Gesamthöhe der Anlagen liegt bei ca. 152 m. Die Anlagen haben jeweils ein Gewicht von über 600 Tonnen, davon allein 335 Tonnen für die Gondel. Vorgesehen ist eine Betriebsdauer von mindestens 25 Jahren.

### Trianel Borkum West II
Der Trianel Windpark Borkum II ist ein Offshore-Windpark in der deutschen ausschließlichen Wirtschaftszone in der südlichen Nordsee. Er wird in zwei Phasen mit je 200 MW errichtet. Die Anlagen der Phase 1 sind seit 2015 in Betrieb; die Offshore-Bauarbeiten für Phase 2 wurden im Jahr 2018 begonnen und mit der geplanten Inbetriebnahme im Jahr 2019 abgeschlossen werden. Zum Einsatz kommen 32 Windenergieanlagen des Typs 6.3M152, die bei einem Rotordurchmesser von 152 m über eine Nennleistung von jeweils 6,35 MW verfügen. Die Turmhöhe der Anlagen beträgt ca. 80 m. Die Gesamtleistung des Windparks beträgt 203,2 MW. Sie wurden auf Monopile-Fundamenten von Steelwind Nordenham GmbH in Wassertiefen von 25 bis 35 m errichtet.

### Nordergründe
Der Offshore-Windpark Nordergründe im Bereich der Wesermündung besteht aus 18 Windenergieanlagen des Typs 6.2M126. Das Projekt wurde von wpd innerhalb der 12-Seemeilen-Zone, etwa 40 Kilometer nordwestlich von Bremerhaven, errichtet. Den Vertrag für die Lieferung, Installation und Inbetriebnahme der Windturbinen haben die Unternehmen am 20. Februar in Bremen unterschrieben. Nach Fertigstellung im Herbst 2017 verfügt der Offshore-Windpark Nordergründe über eine installierte Leistung von 110,7 MW. Damit lassen sich umgerechnet mehr als 70.000 Haushalte im Jahr mit Strom versorgen.